# Sarah Bernhardt
Sarah Bernhardt (Pariz, 22. listopada 1844. – Pariz, 2. ožujka 1923.), francuska glumica
Pravo ime - Henriette-Rosine Bernard
Prvi je put nastupila u Comedie-Francaise 1862. godine. U početku je nosila epitet "male ružne glupače", što nije obećavalo sjajno napredovanje, ali nakon laskanja slavnog pisca Victora Hugoa, Sarah ubrzo postaje "besmrtna i božanska", genij francuske pozornice. Glumila je u različitim pariškim kazalištima te u svojem vlastitom. Slavljena je kao najveća dramska umjetnica svojega vremena. Za njezin glas suvremenici su tvrdili da zanosi, uzbuđuje i zaluđuje. Nastupala je sve do starosti, i onda kada joj bolest oduzima čarobni glas i ljepotu. Nekoliko je puta obišla Europu i Ameriku, a u Zagrebu je gostovala 1899. i 1909. godine. Karijeru nije prekinula ni nakon amputacije noge 1914. godine.
Sarah se na filmu prvi put pojavljuje u "Hamletovu dvoboju" glumeći Hamleta. Kasnije još, nekoliko puta nastupa u filmovima, nadahnutim njezinim kazališnim predstavama. U svim svojim filmskim ulogama zadržala je patetiku mimike i pokreta svoje kazališne glume, ali već sama njena pojava na platnu osiguravala je komercijalni uspjeh. To se osobito odnosi na film "Kraljica Elizabeta", snimljen 1912. u Engleskoj, jedan od prvih uspješnih dugometražnih filmova.

## Rani život
Bernhardt je rođena u Parizu kao Rosine Bernardt, kćerka Julie Bernardt (1821., Amsterdam – 1876., Pariz) i nepoznata oca. Julie je bila jedno od šestero djece putujućeg sitnog kriminalca židova Moritz Baruch Bernardt i Sare Hirsch (kasnije znane kao Janetta Hartog; oko 1797–1829). Julienin otac ponovno se oženio sa Sarom Kinsbergen (1809–1878) dva tjedna nakon smrti prve supruge i napustio je svoju obitelj 1835.
Julie se je zaputila u Pariz gdje je zarađivala kao kurtizana pod imenom "Youle". Sara je kasnije svome imenu i prezimenu dodala slovo "H". Podaci o rođenju izgubljeni su u požaru 1871., ali kako bi dokazala francusko državljanstvo što je bilo nužno za mogućnost dobivanja ordena Legije časti (fra. "Légion d'honneur"), Sarah je nabavila lažne podatke o rođenju po kojima je bila kćerka "Judith van Hard" i "Edouard Bernardt" iz Le Havre. Kada je Sarah bila mlada, majka ju je poslala u Grandchamp, augustinsku žensku školu u blizini Versaillesa.
Godina 1860.g. počela je pohađati "Conservatoire de Musique" pri Déclemation u Parizu, a ubrzo je postala student kazališta "Comédie Française", gdje je glumački debitirala (11. kolovoza 1862.) u glavnoj ulozi Racineove Ifigenije uz ne baš sjajne kritike. Tu se kratko zadržala. Zamolili su je da napusti ustanovu nakon što je ošamarila drugu glumicu koja je gurnula njenu mlađu sestru na rođendanskom slavlju za Molière.
O njenom životu postoje brojne nepoznanice zbog njene sklonosti da preuveličava i iskrivljuje. Alexandre Dumas, sin, opisuje je kao veliku lažljivicu

## Kazalište
Kazališna karijera počela je 1862. Napustila je Francusku te završila u Belgiji gdje je postala ljubavnica princa Henria (Charles-Joseph Eugène Henri Georges Lamoral de Ligne) i rodila mu sina Maurice, 1864. Nakon rođenja sina princ je predložio brak što je njegova obitelj zabranila i uvjerila Bernhardt da ga odbije i prekine njihovu vezu. Godine 1865. postala je kurtizana, te je u to vrijeme nabavila poznati lijes u kojem je spavala, tvrdeći kako joj to pomaže da bolje razumije tragične uloge. Od 1866. osigurala je ugovor s kazalištem "Théâtre de L’Odéon" u Parizu, gdje je zabilježila svoj poznati nastup kao guslar Florentine u djelu François Coppéa "Le Passant" (siječanj 1869). Izbijanjem francusko-pruskog rata prestala je nastupati, te je kazalište preuredila u bolnicu, gdje je radila kao med. sestra i brinula se za ranjenike. Slavu je stekla po kazalištima u Europi tijekom 1870-ih, te je ubrzo postala vrlo tražena diljem Europe i u New Yorku. Godine 1872. napustila je "Odéon" i vratila se u "Comédie-Française". Jedan od uspješnijih njenih nastupa je bila uloga u Voltaireovoj tragediji "Zaïre" (1874). Putovala je i u Kubu gdje je nastupila 1887. Od 1893. do 1899. u najmu je imala kazalište "Théâtre de la Renaissance" u Parizu, te je u njemu bila producentica, redateljica i glumica.
Godine 1899. preuzela je kazališe "Théâtre des Nations" na Place du Châtelet, i preimenovala ga u "Théâtre Sarah-Bernhardt" i 21. siječnja ga otvorila jednim od svojih najboljih nastupa, glavnom ulogom u predstavi "La Tosca" autora Victorien Sardou. Nakon toga je sljedila Racineova "Fedra" (24. veljače), O. Feuilletova drama "Dalila" (8. ožujka), Gaston de Waillyev "Patron Bénic" (14. ožujkah), Edmond Rostandov "Samarijanac" (25. ožujka), i Alexandre Dumasova "Dama sa kamelijama" (9. travnja).
Dana 20. svibnja bila je premijera, njene najkontraverznije uloge, one Shakespearova "Hamleta" adaptiranog u prozi, koju su joj napisali Eugène Morand i Marcel Schwob. Predstava je oduševila kritičare unatoč trajanju od četiri sata 
Zaradila je reputaciju kao ozbiljna dramska glumica i postala jedna od najpoznatijih glumica 19. stoljeća. Upravljala je svojim kazalištem sve do smrt, kada ga je preuzeo njen sin Maurice. Nakon njegove smrti 1928. kazalište je zadržalo njeno ime sve do njemačke okupacije u drugom svjetskom ratu kada je promijenjeno u "Théâtre de la Cité" zbog židovskog porijekla glumice.

## Film
Sarah Bernhardt bile jedna od prvih glumica nijemog filma, u kojem je debitirala 1900. kao Hamlet u dvominutnom filmu "Hamlet" (redatelj: Clément Maurice). Nastupila je ješ u osam filmova i dva biografska filma.

## Privatni život
Sarah Bernhardt je iz ljubavne veze s belgijskim plemićem Charles-Joseph Eugène Henri Georges Lamoral de Ligne (1837–1914), imala jedino dijete, sina Maurice Bernhardt (1864–1928). Maurice je radio kao menadžer i agent različitih kazališta i umjetnika, a pod kraj upravljao je i majčinom karijerom. Nije doživio veliki uspjeh te je najčešće njegova obitelj ovisila o financijskoj pomoći majke. Oženio je poljsku princezu Maria Jablonowsku s kojm je ima dvije kćerke Simone i Lysiana.
Među Sarahinim prijateljima bilo je nekoliko umjetnika, među najistakutijim Gustave Doré i Georges Clairin, glumci Mounet-Sully i Lou Tellegen, te poznati književnik Victor Hugo. Slikar Alphonse Mucha, dio svojih najboljih umjetničkih djela bazirao je na Sarahi, a zbog Sarahinog bliskog i strastvenog prijateljstva s devet godina mlađom slikaricom Louise Abbéma (1853–1927), pričalo se da su ljubavnice.
Bernhardt je pokazivala i veliki interes prema izumitelju Nikoli Tesli što je on odbacivao kao ometanje u radu.
U Londonu 1882. se je udala za glumca grčkog porijekla Aristides Damala (u Francuskoj poznatog pod umjetničkim imenom Jacques Damala). Brak je trajao do smrti glumca 1889. Glumac je preminuo mlad u dobi od 34 godine, zbog ovisnosti o morfiju. Pod kraj braka, Bernhardt je navodno bila u vezi s budućim engleskim kraljem Edwardom VII, dok je još bio Princ od Walesa.

## Kasnija karijera
Godine 1905. nastupajući u Brazilu, Rio de Janeiro, "Teatro Lírico do Rio de Janeiro" glumica je ozljedila desno koljeno u zavšnoj sceni prilikom skoka s parapeta u predstavi "La Tosca" (Victorien Sardou). Noga nikada nije zacijelila u potpunosti, te je 1915. odstranjena u potpunosti zbog gangrene. Nakon ovoga nastavila je karijeru koristeći u nastupima protezu, te je po završenoj turneji po Americi, vratila se u Pariz gdje je nastupala sve do smrti. Preminula je 1923. od posljedica zatajenja bubrega.
Glumica ima svoju zvijezdu u Los Angelesu na "Hollywood Walk of Fame" pri 1751 Vine Street.